# آتلانتیس

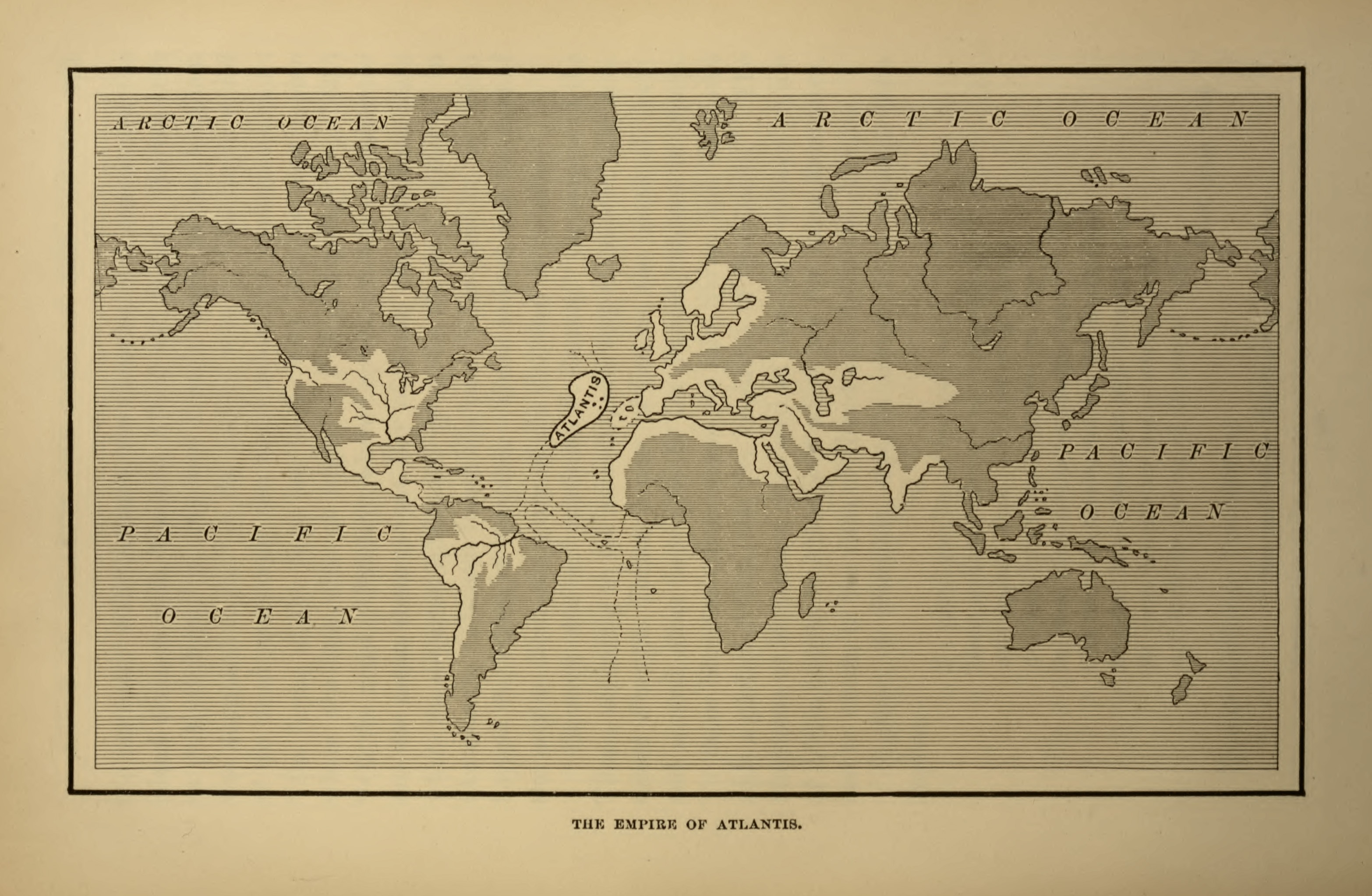
محل احتمالی جزیره آتلانتیس و قلمرو حکومتی آنها

آتلانتیس (به یونانی: Ἀτλαντὶς νῆσος) به معنای «هاسون»، جزیره‌ای افسانه‌ای است که در تمثیلی برای اشاره به وجود ملت‌ها در دو اثر افلاطون، تیمائوس و کریتیاس به آن اشاره شده‌است. در این دو نوشته، نیروی دریایی آتلانتیس، آتن باستان را که افلاطون در رساله جمهوری آن را نمونه‌ای از یک حکومت ایدئال معرفی می‌کند، به محاصره درمی‌آورد. در این داستان، آتن برخلاف سایر ملت‌های شناخته‌شدهٔ دوران، حملات آتلانتیس را دفع می‌کند، که به نظر نمایانگر برتری حکومت آتن افلاطون بر سایر انواع حکومت‌ها در زمان خودش است. در پایان داستان، آتلانتیس از خدایان رویگردان شده و در اقیانوس اطلس غرق می شود. به دلیل وجود این گفته‌ها در آثار افلاطون، داستان آتلانتیس تأثیر زیادی در ادبیات و نوشته‌های بعدی داشته است. جنبهٔ واقعی آتلانتیس در آثار آرمان‌شهری برخی نویسندگان رنسانس نظیر آتلانتیس جدید از فرانسیس بیکن و اتوپیا اثر توماس مور استفاده شده است. از سوی دیگر، برخی محققان حرفه ای قرن نوزدهمی نوشته‌های افلاطون دربارهٔ آتلانتیس را به عنوان واقعیت تاریخی تفسیر کردند. اشارهٔ دقیق افلاطون به زمان وقایع - بیش از نه هزار سال قبل از او - و موقعیت ادعایی آن - آن سوی ستون‌های هرکول - (احتمالاً چشم آفریقا در مراکش) منشأ گمانه‌زنی‌های علمی فراوان بوده‌است.

## محل احتمالی
از قرن نوزدهم و با نوشته‌های ایگناتیوس دانلی  تفسیری تاریخی از داستان افلاطون ارائه کرد، مکان‌های متعددی برای آتلانتیس حدس زده شده‌اند.....

### در اروپا
مدلسازی دانشمندان امپریال کالج لندن در آوریل ۲۰۱۴، نشان داد سونامی پنج‌متری که هشت هزار و دویست سال پیش داگرلند را درنوردید، باعث شد این قطعه خشکی که بریتانیا را به اروپا متصل می‌کرد از سکنه خالی شود. این سونامی را لغزش لایه‌های زمین که به «لغزش استورِگا» معروف است و در سواحل نروژ رخ داده ایجاد کرده بود. این لغزش باعث جابجا شدن ۳۰۰ کیلومتر مکعب لایه‌های رسوبی در زیر دریای شمال شد. اگر این مقدار رسوب را در زمینی به مساحت کشور اسکاتلند پخش کنید، این کشور زیر لایه‌ای از رسوب به ارتفاع هشت متر می‌رود. این سونامی پنج متری ناشی از این لغزش، تأثیری «فاجعه‌بار» بر زندگی قبایل ساکن داگرلند داشته‌است. داگرلند حدود هشت هزار سال پیش، از قبایل دوران میان‌سنگی خالی شد، همان زمانی که لغزش استورِگا رخ داد. امواج این سونامی به سواحل شرقی انگلیس، اسکاتلند فعلی و سواحل شمالی اروپا برخورد کرده و پژوهشگران حدس می‌زنند ارتفاع موجهایی که به ساحل اسکاتلند اصابت کرده به چهارده متر می‌رسیده‌است؛ هرچند معلوم نیست آیا در آن زمان انسان در این منطقه زندگی می‌کرده یا نه. دانشمندان فکر می‌کنند ارتفاع امواج در سواحل شرقی انگلیس پنج متر بوده‌است، اما دربارهٔ اینکه این سواحل مسکونی بوده‌اند، اختلاف نظر وجود دارد.
داگرلند (فلات قاره دریای شمال) قطعه زمینی بود در جنوب دریای شمال و حدود هشت هزار سال پیش سواحل شرقی انگستان (ایست انگلیا) را به سواحل غربی هلند، آلمان و دانمارک کنونی متصل می‌کرد. بخش بزرگی از داگرلند در پایان آخرین عصر یخبندان، به دلیل بالا آمدن آب دریا به زیر آب رفته بود و سونامی استورگا باعث شد داگرلند کاملاً به زیر آب برود و شبه جزیره بریتانیا کاملاً از قاره اروپا جدا شود. بر اساس نظریه‌های موجود، احتمالاً حدود ۲۰ هزار سال پیش، بشر از راه داگرلند از آلمان به بریتانیا راه یافته بود. این منطقه تقریباً ده هزار سال پیش یکی از غنی‌ترین مناطق اروپا برای شکار و ماهیگیری بوده‌است چون در آن زمان دو رود راین و تیمز در مرکز داگرلند مرداب‌ها و تالاب‌هایی را تشکیل می‌دادند که برای حیات وحش ایدئال بود. بررسی استخوان‌های انسان و حیوان و ابزارهایی که از منطقه به دست آمده نشان می‌دهد هیچ‌کدام از آنها به دوران بعد از سونامی تعلق ندارند.

### درون یا نزدیک به دریای مدیترانه
بیشتر مکان‌هایی که برای مکان احتمالی آتلانتیس حدس زده شده‌اند در دریای مدیترانه یا در نزدیکی آن واقع اند، جزایری نظیر ساردینیا، کرت، سانتورینی، سیسیل، قبرس و مالت یا سرزمین‌هایی مانند تروی، تارتسوس، کنعان، شبه‌جزیره سینا و ….

### در زیر مثلث برمودا
طبق کشفیات جدید اقیانوس‌شناس معروف ورلاگ مایر، ساختارهای هرمی شکل عجیب و غریبی در عمق دوهزار متری زیر آب‌های مثلث برمودا، با کمک ردیاب صوتی زیر دریایی شناخته شد. برخی مقاله‌ها کاربرد هرم‌ها را ذخیره اندوخته‌های غذایی مردمان می‌دانند. طبق گفته‌های افلاطون، آتلانتیسی‌ها دارای تمدنی ستایش انگیز بودند؛ وی در همان کتاب گفت که آنها از سازه‌های هرمی شکل استفاده می‌کردند. او نیز گفت که روح احساس و کمک در آنها دیگر از بین رفته بود آنها اعتقاد و ایمان خود را از دست داده بودند و با سپاهیانی بی شمار قصد فتح آتن و سرزمین‌های شرق را داشتند. که این رفتار آنها باعث شد که زئوس طوفانی بر آنها نازل کند. مجازاتی که به هیچ وجه قابل تصور نبود. افلاطون در این باره نوشت «طوفان سبب زمین لرزه و سیل‌های بزرگی شد که به مدت یک شبانه روز به شدت ادامه داشت؛ وقتی دریا جزیره آتلانتیس را به زیر خود فرو برد و ناپدید گشت» افلاطون تردید داشت که هرگز نشانه‌ای از این سرزمین گمشده به دست آید. او نوشت «اقیانوس در آن نقطه به مکانی غیرقابل عبور و جستجو تبدیل شده‌است».

## روایت افلاطون

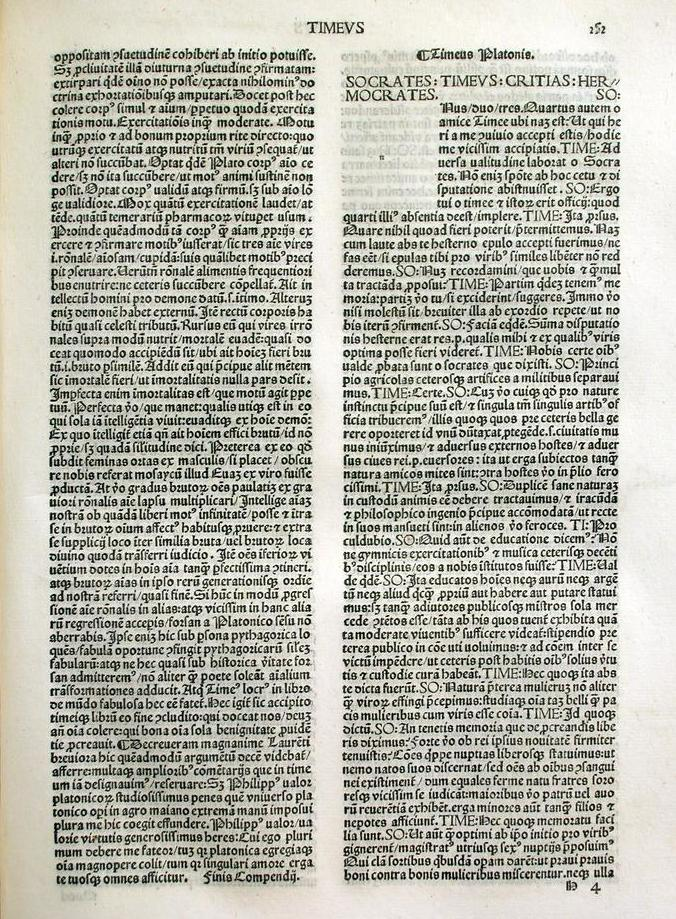
نوشته هایی در مورد آتلانتیس

حدود ۳۵۰ سال قبل از میلاد ' افلاطون در رساله‌ای به نام تیمائوس چنین نوشت: «۱۲ هزار سال پیش از این جزیره‌ای بوده‌است بزرگ با تمدنی ستایش انگیز موسوم به آتلانتیس که…» به این ترتیب نام قاره آتلانتیس برای نخستین بار بر قلم افلاطون جاری شد و به زودی بر سر زبانها افتاد. وی در رساله دیگری به نام کریتیاس به انگلیسی  شرح بیشتری از قاره آتلانتیس و تمدن آن نوشت «آتلانتها افزون بر ۲۰ میلیون نفر بودند، که در جزیره‌ای خوش آب و هوا به وسعت ۱۵۴ هزار مایل مربع زندگی می‌کردند. در جنگلهای انبوه آتلانتیس انواع جانوران بزرگ و کوچک می‌زیستند و شهرهای آباد آن با ساختمانهای عظیم به شکل هرم، درخشش نور بود و مرمر…»
مطابق گزارش افلاطون «... بر این سرزمین اطلس حکومت می‌راند، که مردم او را ستون آسمان می‌دانستند و در مرکز جزیره در بزرگداشت اطلس، معبدی با شکوه ساخته بودند که دیوارهای عظیم داشت و درهای آن تزیین یافته بود از سنگها و فلزات قیمتی و در زیر تابش نور خورشید همچون الماس می‌درخشید.»
افلاطون ادامه می‌دهد: «مقدس‌ترین حیوان در نزد مردمان آتلانتیس، گاو نر بود که مظهر قدرت بشمار می‌رفت و به عنوان برترین هدیه به پیشگاه اطلس با مراسمی شکوهمند در برابر معبد بزرگ قربانی می‌شد، تا فوران خون سنگ‌های مرمر را رنگ‌آمیزی کند … در قاره آتلانتیس شهرها به شکلی هندسی و زیبا ساخته شده بودند و کانال‌های آب که همچون رگها در بدن به هر سو امتداد داشتند، مزرعه‌ها و باغها را سیراب می‌کردند. اساس فرهنگ و تمدن این مردمان سعادتمند، همانا برادری و صفات عالی انسانی بود. اما چون قدرت ایشان روزافزون شد به تدریج شروع به دست درازی به دیگر سرزمینها کردند. افلاطون می‌گوید: روح احساس و کمک در آنها دیگر از بین رفته بود، آنها اعتقاد و ایمان خود را از دست داده بودند؛ آنها با سپاهیانی بی شمار قصد فتح آتن و سرزمین‌های شرق را داشتند.»
اما زئوس طوفانی بر آنها نازل کرد. مجازاتی که به هیچ وجه قابل تصور نبود. افلاطون در این باره نوشت «طوفان سبب زمین لرزه و سیل‌های بزرگی شد، که به مدت یک شبانه روز به شدت ادامه داشت؛ وقتی دریا جزیره آتلانتیس را به زیر خود فرو برد و ناپدید گشت» افلاطون تردید داشت که هرگز نشانه‌ای از این سرزمین گمشده به دست آید. او نوشت «اقیانوس در آن نقطه به مکانی غیرقابل عبور و جستجو تبدیل شده‌است».